# Туркменська Радянська Соціалістична Республіка
Туркме́нська Радя́нська Соціалісти́чна Респу́бліка (туркм. Түркменистан Совет Социалистик Республикасы, рос. Туркменская Советская Социалистическая Республика) — одна з республік СРСР, в 1991 році стала незалежною від СРСР. Нині це країна Туркменістан.

## Адміністративний поділ
Спочатку Туркменська РСР ділилася на 4 повіти (Красноводський, Мервскій, Полторацький, Тедженський), 5 районних шуро (Ільялінське, Куня-Ургенчське, Порсінське, Тахтінское, Ташаузьке), 2 вілайєта (Керкинський, Ленінсько-Туркменський) і 1 тумен (Келіфському).
4 грудня 1924 республіку було розділено на 5 округів:
- Керкинський округ
- Ленінський округ
- Мервський округ
- Полторацький округ
- Ташаузький округ

У 1926 Мервський і Полторацький округи були скасовані. Атрекський, Байрам-Алійський, Бахарденська, Безмеінський, Гінцбурзький, Іолотанський, Казанджікський, Кара-Калинський, Красноводський, Мервський, Серахський, Тахта-Базарський і Тедженський райони, що раніше входили у ці округи, перейшли в пряме підпорядкування Туркменської РСР. Через рік Ленінський округ був перейменований в Чарджуйський. Утворено нові райони республіканського підпорядкування: Гасан-Кулійський і Геок-Тепінський. Перейменовано райони республіканського підпорядкування: Безмеінський на Полторацький, Гінцбурзький на Каахкінський, Полторацький на Ашхабадський.
У 1930 округи були скасовані. Туркменська РСР стала ділитися на райони: Атрекський, Байрам-Алійський, Бахарденський, Бурдаликський, Гасан-Кулійський, Геок-Тепінський, Дарган-Атинський, Дейнауський, Ільялінський, Іолотанський, Каахкінський, Казанджікський, Карабекаульський, Кара-Калинський, Карлюкський, Керкинський, Кизил -Аякський, Красноводський, Куня-Ургенчський, Кушкінський, Мервський, Порсінський, Саятський, Серахський, Старо-Чарджуйський, Тахта-Базарський, Тахтінський, Ташаузький, Тедженський, Фарабський, Халачський, Ходжамбаський і Чаршангінський. У 1931 Старо-Чарджуйський район був перейменований в Чарджуйський.
У 1932 утворений Ташаузький округ, куди відійшло 5 районів (Ільялінський, Куня-Ургенчський, Порсінський, Тахтінський і Ташаузький). У тому ж році створено 2 нових райони республіканського підпорядкування: Ербентський і Кирк-Куінський. Через рік був утворений Керкинський округ, куди увійшли Бурдаликський, Карлюкський, Керкинський, Кизил-Аякський, Халачський, Ходжамбасський і Чаршангінський райони. Атрекський район перейменований в Кизил-Атрекський.
У 1934 скасований Кирк-Куінський район. У 1935 утворені Кагановічеський, Кіровський і Сталінський райони. У 1936 утворений Ашхабадський район. У 1937 перейменовані райони: Мервський в Марийський, Чарджуйський в Чарджоуський. Утворені Молотовську і Туркмен-Калинський райони. Скасовано Кушкінський район. У 1938 утворені Векіль-Базарський, Куйбишевський, Сакарський і Сакар-Чагінський райони. На початку 1939 утворені Кизил-Арватський і Небіт-Дазький райони.
21 листопада 1939 року в республіці було обласний поділ (округи скасовані):
- Ашхабадська область
- Красноводська область
- Марийська область
- Ташаузька область
- Чарджоуська область

У 1943 році утворено Керкинську область. У 1947 Керкинський і Красноводська області були скасовані. У 1952 Красноводська область відновлена (знову скасована в 1955). У 1959 скасована Ашхабадська область. При цьому Ашхабадський, Бахарденська, Гасан-Кулійський, Геок-Тепінський, Каахкінський, Казанджікський, Кара-Калинський, Кизил-Арватський, Кизил-Атрекський і Красноводський райони перейшли в республіканське підпорядкування.
У 1963 році всі області були скасовані, а райони укрупнені. У результаті Туркменська РСР стала ділитися на такі райони: Ашхабадський, Байрам-Алійський, Геок-Тепінський, Дейнауський, Іолотанський, Казанджікський, Калінінський, Керкинський, Кизил-Арватський, Кизил-Атрекський, Куня-Ургенчський, Ленінський, Марийський, Мургабський, Саятський, Тахта-Базарський, Тахтінський, Ташаузький, Тедженський, Ходжамбаський і Чарджоуський. У 1964 були утворені Ільялінський, Каахкінський, Карабекаульський, Сакар-Чагінський, Серахський, Туркмен-Калинський і Чаршангінський райони, а в 1965 році — Бахарденська, Гасан-Кулійський, Дарган-Атинський, Кара-Калинський, Красноводський і Фарабський.
У 1970 році були відновлені Марийська, Ташаузська і Чарджоуська області. У республіканському підпорядкуванні залишилися Ашхабадська, Бахарденська, Гасан-Кулійський, Геок-Тепінський, Казанджікський, Кара-Калинський, Кизил-Арватський, Кизил-Атрекський і Красноводський райони. У 1973 відновлені Ашхабадська і Красноводська області, куди увійшли всі райони республіканського підпорядкування. Однак в 1988 році Ашхабадська і Красноводська області знову були скасовані. Ашхабадський, Бахарденський, Геок-Тепінський, Каахкінський, Казанджікський, Кизил-Арватський, Кизил-Атрекський, Кіровський, Красноводський, Серахський і Тедженський райони перейшли в республіканське підпорядкування. У січні 1991 році утворена Балканська область. Після цього в республіканському підпорядкуванні залишилися Ашхабадський, Бахарденський, Геок-Тепінський, Каахкінський, Кіровський, Серахський і Тедженський райони.

## Політичне життя
Єдиною «керівною і спрямовуючою» партією в республіці з 1924 до 1991 року була Комуністична партія Туркменії.

## Економіка
Бурхливий розвиток економіки союзної республіки відбувся в 1960—1970-ті роки. Валовий збір бавовни-сирцю в 1960—1980-х роках збільшився з 0,36 млн тонн до 1,3 млн тонн, потім темпи росту уповільнилися і в 1990 році зібрали лише 1,4 млн тонн. Видобуток природного газу збільшився в цей же період з 1,1 млрд кубометрів до 63,2 млрд кубометрів у рік. У 1980-ті роки збільшення продовжилося і в 1990 році склало 87,8 млрд кубометрів (10,8 % загальносоюзного видобутку).